# Pipunculus
Pipunculus é um género de moscas pertencente à família Pipunculidae.
O género possui uma distribuição cosmopolita.

## Espécies
Espécies (lista incompleta):
- Pipunculus Skevington, 1998
- Pipunculus affinis Cresson, 1910
- Pipunculus albidus Skevington, 1998